# Excursões Air Lino
Excursões Air Lino é uma série de televisão portuguesa de comédia criada por Filipe Homem Fonseca e Mário Botequilha e produzida pela Até ao Fim do Mundo. A série estreou a 3 de janeiro de 2018, na RTP1, e conclui a transmissão a 9 de maio de 2018.

## Sinopse
A série retrata de uma forma cómica o mundo das excursões de baixo custo aos principais pontos de interesse turístico de Portugal. Os excursionistas são principalmente idosos que aproveitam para conhecer o país por pouco dinheiro e com tudo incluído: viagem, refeições e brindes. O chefe de operações é o Lino, que tem como missão de vida a apresentação de Portugal aos portugueses. Anita é a motorista do autocarro e é quem salva os idosos das constantes avarias da viatura.

## Elenco
- Rui Unas como Lino
- Dânia Neto como Anita
- Vera Mónica como Secundina
- Cândido Ferreira como Sr. Tainha
- Orlando Costa como Damião
- José Eduardo como Liberto Pacheco
- Natália de Sousa como Maria das Dores Pacheco
- Ângela Pinto como Lúcia
- Alfredo Brito como Mascarenhas

### Elenco adicional
- Ivo Lucas como Lino Menino
- Susana Arrais como Salomé
- Nuno Fernandes como Neto
- Abílio Bejinha como Motorista
- Ana Varela como Sandra Floreiras
- Rúben Gomes como Deodato
- Bruno Lagrange como Neto
- Francisco Monteiro como Neto
- Joel Branco como Didi
- Francisco Gomes como Neto
- Lucas Dutra como Neto
- João Guilherme Gouveia como Neto
- Afonso Antunes como Neto
- Tiago Retré como Octávio das Bifanas
- Santiago Freitas como Neto
- António Fonseca como Comandante
- Eduardo Frazão como Toli
- Almeno Gonçalves como Engenheiro Alencar
- Benedita Lobão como Funcionária Termas
- André Patrício como Hipster-Mór
- Ana Alves como Prostituta
- Luís Barros como Croupier
- Valerie Braddell como Eulália
- Alexandre Carvalho como Taxista
- Francisco M. Ferreira como Neto Hipster
- Renato Godinho como Rodas
- Anamar Machado como Menina Algodão Doce
- Maria José Pascoal como Adília
- Helena Subtil como Massagista
- Coio Só como GNR 2
- Samuel Alves como Jogador Profissional
- Maria Botelho Moniz como Médica
- João Brás como Azevedo
- Marques D'Arede como Saturnino
- Henriqueta Maia como Lurdes
- Nuno Meireles como Escanção
- Jaime Trindade como GNR
- Ana Valentim como Mulher Caminhante
- Margarida Carpinteiro como Celeste
- Simone de Oliveira como Simone de Oliveira
- Manuel Lopes como Militante
- Hugo Costa Ramos como GNR 3
- Pedro Diogo como Zé do Pipo
- Pedro Marques como Homem Caminhante
- Sofia Nicholson como Dra. Lemos
- Maria Camões como Empregada Banco
- Maria d'Aires como Nuvem
- Mário Redondo como GNR 1

## Episódios
| N.º | Título                                       | Exibição original       | Audiência (espectadores) | Audiência (share) |
| --- | -------------------------------------------- | ----------------------- | ------------------------ | ----------------- |
| 1   | "Anita ao Volante"                           | 3 de janeiro de 2018    | 484 500                  | 10,3%             |
| 2   | "Anita Vai à Praia"                          | 10 de janeiro de 2018   | 494 000                  | 10,4%             |
| 3   | "Anita Conhece 2 Linos"                      | 17 de janeiro de 2018   | 465 500                  | 10%               |
| 4   | "Anita Encontra a Bicicleta Mas Perde a Mãe" | 31 de janeiro de 2018   | 456 000                  | 9,6%              |
| 5   | "Anita Vai ao Casino"                        | 7 de fevereiro de 2018  | 380 000                  | 8,3%              |
| 6   | "Anita Tá a Andar de Mota"                   | 28 de fevereiro de 2018 | 446 500                  | 9,4%              |
| 7   | "Anita Come Leitão"                          | 7 de março de 2018      | 418 000                  | 9,1%              |
| 8   | "Anita Vai na Onda"                          | 14 de março de 2018     | 418 000                  | 8,9%              |
| 9   | "Anita Vai a Roma"                           | 21 de março de 2018     | 456 000                  | 10,2%             |
| 10  | "Anita Vai às Termas"                        | 28 de março de 2018     | 399 000                  | 8,9%              |
| 11  | "Anita Vai à Inspecção"                      | 4 de abril de 2018      | 437 000                  | 9,5%              |
| 12  | "Anita Vai à Bruxa"                          | 18 de abril de 2018     | 285 000                  | 6,4%              |
| 13  | "Lino Vai ao Castigo"                        | 9 de maio de 2018       | 389 500                  | 8,7%              |

## Transmissão
Excursões Air Lino foi a série mais vista de 2018 até ao momento, acumulando uma audiência de 4,5%/9,2% (rating/share), igualando Ministério do Tempo, exibida em 2017, que acumulou os mesmos índices de audiência. Foi a série mais vista desde a primeira temporada de Sim, Chef! (2017) que marcou 5,1%/10,5%.